# Deutsche Malerei des 20. Jahrhunderts

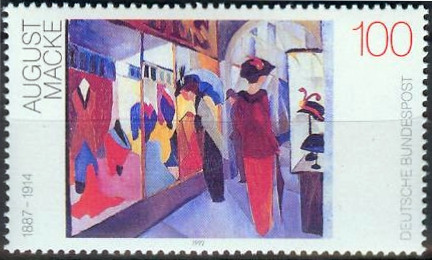
Briefmarke aus der Serie: Deutsche Malerei des 20. Jahrhunderts

Deutsche Malerei des 20. Jahrhunderts ist eine Briefmarkenserie der Bundesrepublik Deutschland. Die ersten Marken sind zu Zeiten der Deutschen Bundespost 1992 erschienen. Die Deutsche Post AG setzte die Serie nach einer längeren Pause 2002 bis 2004 fort. Alle Marken wurden von Ernst und Lorli Jünger entworfen. Die Serie wurde 2005 von der Briefmarkenserie Deutsche Malerei, die von Werner Hans Schmidt gestaltet wird, abgelöst.

## Ausgabeanlass
„Mit der Sonderpostwertzeichen-Serie „Deutsche Malerei des 20. Jahrhunderts“ werden die Themen „Expressionismus“, „Impressionismus“ und „Jugendstil“ fortgesetzt; die Serie soll in lockerer Folge die maßgeblichen Repräsentanten der deutschen Malerei des 20. Jahrhunderts würdigen.“

## Druckverfahren
Die Marken wurden im Mehrfarben-Offsetdruck in der Bundesdruckerei in Berlin im Querformat mit 10 Stück auf dem Bogen auf gestrichenes weißes fluoreszierendes Postwertzeichenpapier DP 2, mit einer Größe von 55 × 32,8 mm pro Marke gedruckt.

## Liste der Marken
Legende
- Bild: Eine bearbeitete Abbildung der genannten Marke. Das Verhältnis der Größe der Briefmarken zueinander ist in diesem Artikel annähernd maßstabsgerecht dargestellt. Sollten keine Marken abgebildet sein, liegt es daran, dass das Urheberrecht des Künstlers noch nicht erloschen ist.
- Beschreibung: Eine Kurzbeschreibung des Motivs und/oder des Ausgabegrundes. Bei ausgegebenen Serien oder Blocks werden die zusammengehörigen Beschreibungen mit einer Markierung versehen eingerückt.
- Wert: Der Frankaturwert der einzelnen Marke in der im Tabellenkopf genannten Währungseinheit. Ein „+“ bedeutet, dass es sich um eine Zuschlagsmarke handelt (= Frankaturwert + Spende).
- Ausgabedatum: Das Datum des erstmaligen Verkaufs dieser Briefmarke.
- Auflage: Soweit bekannt, wird hier die zum Verkauf angebotene Anzahl dieser Ausgabe angegeben.
- Entwurf: Soweit bekannt, wird hier angegeben, von wem der Entwurf dieser Marke stammt.
- Mi.-Nr.: Diese Briefmarke wird im Michel-Katalog unter der entsprechenden Nummer gelistet.

| Sondermarken |                                                                                   |                  |                 |                                  |              |        |
| Bild         | Beschreibung                                                                      | Werte in Pfennig | Ausgabe- datum  | Auflage                          | Entwurf      | Mi-Nr. |
|              | Folge I - Franz Marc Pferd in der Landschaft                                      | 60               | 11. Juni 1992   | 32.125.000                       | Ernst Jünger | 1617   |
|              | - August Macke Modegeschäft                                                       | 100              | 11. Juni 1992   | 30.270.000                       | Ernst Jünger | 1618   |
|              | - Wassily Kandinsky Murnau mit Regenbogen                                         | 170              | 11. Juni 1992   | 27.400.000                       | Ernst Jünger | 1619   |
|              | Folge: II - George Grosz Im Café                                                  | 100              | 11. März 1993   | 24.150.000                       | Ernst Jünger | 1656   |
|              | - Otto Pankok Meer und Sonne                                                      | 100              | 11. März 1993   | 23.980.000                       | Ernst Jünger | 1657   |
|              | - A. Paul Weber Publikum                                                          | 100              | 11. März 1993   | 24.100.000                       | Ernst Jünger | 1658   |
|              | Folge III - Christian Schad Maika                                                 | 100              | 11. August 1994 | 38.600.000                       | Ernst Jünger | 1748   |
|              | - Erich Heckel Landschaft bei Dresden                                             | 200              | 11. August 1994 | 9.540.000                        | Ernst Jünger | 1749   |
|              | - Gabriele Münter A. von Jawlensky und M. von Werefkin auf einer Wiese bei Murnau | 300              | 11. August 1994 | 9.780.000                        | Ernst Jünger | 1750   |
|              | Folge: IV - Franz Radziwill Der Wasserturm in Bremen                              | 100              | 12. Januar 1995 | 94.900.000 davon 350.000 auf ETB | Ernst Jünger | 1774   |
|              | - Georg Schrimpf Stillleben mit Katze                                             | 200              | 12. Januar 1995 | 12.910.000 davon 350.000 auf ETB | Ernst Jünger | 1775   |
|              | - Karl Schmidt-Rottluff Gutshof in Dangast                                        | 300              | 12. Januar 1995 | 12.490.000 davon 350.000 auf ETB | Ernst Jünger | 1776   |
|              | Folge V - Max Pechstein Sitzender Weiblicher Akt                                  | 100              | 7. März 1996    | 31.310.000                       | Ernst Jünger | 1843   |
|              | - Georg Muche Für Wilhelm Runge                                                   | 200              | 7. März 1996    | 16.320.000                       | Ernst Jünger | 1844   |
|              | - Helmut Kolle Stillleben mit Gitarre, Buch und Vase                              | 300              | 7. März 1996    | 24.310.000                       | Ernst Jünger | 1845   |

| Sondermarken (in Euro) |                                                                                 |                   |                   |             |                        |         |
| Bild                   | Beschreibung                                                                    | Werte in Eurocent | Ausgabe- datum    | Auflage     | Entwurf                | Mi.-Nr. |
|                        | Zählt nicht zur Serie! - 100. Geburtstag von Ernst Wilhelm Nay Gelbfeder in Rot | 56                | 6. Juni 2002      | 40.000.000  | Ernst und Lorli Jünger | 2267    |
|                        | Folge: VI - Ernst Ludwig Kirchner Rotes Elisabeth-Ufer                          | 112               | 5. September 2002 | 30.000.000  | Ernst und Lorli Jünger | 2279    |
|                        | Folge: VII - Lyonel Feininger Marktkirche von Halle                             | 55                | 5. Dezember 2002  | 130.000.000 | Ernst und Lorli Jünger | 2294    |
|                        | Folge: VIII - Max Beckmann Junger Argentinier                                   | 55                | 13. Februar 2003  | 30.000.000  | Ernst und Lorli Jünger | 2315    |
|                        | - Adolf Hölzel Komposition                                                      | 100               | 13. Februar 2003  | 40.000.000  | Ernst und Lorli Jünger | 2316    |
|                        | Folge: IX - Felix Nussbaum Das Geheimnis                                        | 55                | 4. November 2004  | 11.500.000  | Ernst und Lorli Jünger | 2432    |

| Ähnliche Marken: Zeitgenössische Kunst |                                                                       |                  |                |            |              |        |
| Bild                                   | Beschreibung                                                          | Werte in Pfennig | Ausgabe- datum | Auflage    | Entwurf      | Mi-Nr. |
|                                        | Europamarke, Zeitgenössische Kunst - Joseph Beuys Lagerplatz: Vitrine | 80               | 5. Mai 1993    | 59.700.000 | Ernst Jünger | 1673   |
|                                        | Zeitgenössische Kunst - Josef Albers Ehrung des Quadrats              | 100              | 5. Mai 1993    | 50.400.000 | Ernst Jünger | 1674   |